# Réserve d'or

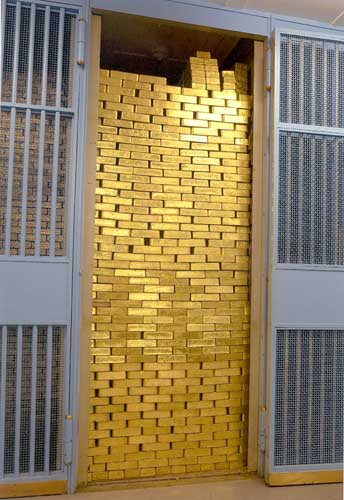
Mur de lingots d'or, coffre de la Federal Reserve de New-York

Une réserve d'or est une quantité d'or conservée par une banque centrale ou une institution financière, dans le but de sécuriser une transaction, un accord de crédit ou de constituer un fonds de garantie.
Cet or se présente matériellement sous la forme de lingots de différents poids et de pièces en or.
En 2012, les réserves d'or des banques centrales dans le monde sont estimées à 30 000 tonnes, soit environ 20 % du stock d'or estimé de la planète.

## Réserves d'or dans le monde
Réserves mondiales en juin 2021. Certaines réserves nationales sont entièrement ou en partie détenues par d'autres pays.
Ces réserves sont supposées et pour certaines non vérifiées, la Réserve fédérale des États-Unis (FED) refusant que ses stocks soient vérifiés par des experts indépendants ou même par les pays propriétaires d'or.
| Pays/Entité/Organisation | Or (tonnes) |
| ------------------------ | ----------- |
| États-Unis               | 8 133,5     |
| Allemagne                | 3 352,7     |
| FMI                      | 2 814,0     |
| Italie                   | 2 451,8     |
| France                   | 2 436,9     |
| Russie                   | 2 332,7     |
| Chine                    | 2 191,5     |
| Suisse                   | 1 040,0     |
| Japon                    | 846,0       |
| Inde                     | 800,8       |
| Pays-Bas                 | 612,5       |
| BCE                      | 506,5       |
| Turquie                  | 479,0       |
| Taïwan                   | 423,6       |
| Ouzbékistan              | 383,8       |
| Portugal                 | 382,6       |
| Pologne                  | 333,7       |
| Arabie saoudite          | 323,1       |
| Royaume-Uni              | 310,3       |
| Kazakhstan               | 309,4       |
| Liban                    | 286,8       |
| Espagne                  | 281,6       |
| Autriche                 | 280,0       |
| Thaïlande                | 244,2       |
| Singapour                | 230,3       |
| Belgique                 | 227,4       |
| Algérie                  | 173,6       |
| Philippines              | 164,8       |
| Venezuela                | 161,2       |
| Libye                    | 146,7       |
| Irak                     | 132,8       |
| Brésil                   | 129,7       |
| Égypte                   | 126,0       |
| Suède                    | 125,7       |
| Afrique du Sud           | 125,4       |
| Mexique                  | 119,9       |
| Grèce                    | 114,0       |
| Corée du Sud             | 104,5       |
| Roumanie                 | 103,6       |
| BRI                      | 102,0       |
| Monde                    | 34 735,73   |

## Politiques nationales concernant les réserves d'or

### Allemagne
La moitié des réserves d'or de l'Allemagne est supposément détenue à l'étranger, aux États-Unis (45 %), au Royaume-Uni (13 %) et en France (11 %). L'Allemagne, qui avait acheté cet or dans ces trois pays, souhaitait le conserver sur place, pour éviter les risques liés à un transfert.
En 2012, la Bundesbank a demandé à ces pays de rapatrier ses réserves d'or. La France a renvoyé l'or demandé, le transfert s'étant achevé en 2017. Mais la Réserve fédérale des États-Unis (FED) a refusé de renvoyer l'or allemand.
Des experts économiques s'interrogent sur l'utilisation de cet or par la FED et si celle-ci détient encore réellement l'or qui lui a été confié par d'autres pays.
En 2017, la Bundesbank déclare avoir finalisé le rappariement de 300 tonnes d’or depuis New York, toutefois les numéros de série sur les lingots réceptionnés ne correspondaient pas à ceux figurant sur les registres allemands.

### France

#### Vente de 20% des réserves d'or à bas cours en 2004
En 2004, Nicolas Sarkozy, alors ministre de l'économie du gouvernement Raffarin, décide, avec Christian Noyer, gouverneur de la Banque de France, de vendre « de 500 à 700 tonnes [d'or] sur les 3 000 tonnes détenues par la Banque de France », réduisant ainsi le stock d'or du pays d’un cinquième (-19,5 %). 
Cette décision prévoit des ventes échelonnées de l'or sur une période de cinq ans (de 2004 à 2009) et laisse à Christian Noyer le choix du « rythme de mise en œuvre du programme » au regard de « [l']évolution des cours observés sur le marché de l'or ». Malgré la crise financière de 2008, qui a pour effet à la fois une multiplication par 2,5 du cours de l'or sur cette période et une forte baisse des taux d'intérêt des placements financiers, celui-ci décide de poursuivre ces ventes d'or jusqu'en 2009.
Au terme du programme, ces ventes ont permis de dégager des plus-values de cession de seulement 4,67 milliards d'euros alors que l'or aurait valu 19,4 milliards selon le cours fin 2010,. Les réinvestissements à partir de ces cessions ayant atteint une valeur de 9,2 milliards en 2010, la différence finale sur cette opération est une perte de 10,2 milliards d'euros.
Le rapport public annuel 2012 de la Cour des comptes fait remarquer ces pertes, alors que plusieurs journaux ont qualifié cette vente de « liquidation », de « mauvaise affaire pour les caisses de l'État » ou encore de vente de « l'or français pour une poignée de cacahuètes ». Lors d'une séance de l'Assemblée Nationale, le député Jean-Louis Gagnaire avait par ailleurs interrogé le gouvernement sur cette décision et les pertes qu'elle avait provoquées, sans recevoir de réponse.

### Suisse
À la suite de son adhésion au FMI en 1992, la Suisse s'est vue contrainte d'abandonner la couverture or du franc suisse (jusqu'alors de 40 %), inscrite dans l'ancienne Constitution. Dans la pratique, cela ne se fit qu'après le règlement final de l'affaire des comptes en déshérence et la création du Fonds suisse en faveur des victimes de l'Holocauste, en 1997, auquel contribua la Banque nationale suisse. Si l'on tient compte de la dévaluation du dollar, ce fut au plus bas historique de ce métal. Ce changement a été inclus dans la nouvelle Constitution entrée en vigueur le 1er janvier 2000, sans large débat politique. Les lois et les ordonnances qui lui sont subordonnées ont été également modifiées. S'appuyant sur cette décision, la BNS a commencé à vendre 1 300 tonnes d'or (1 560 jusqu’en septembre 2007) qui, selon elle, n’étaient plus nécessaires comme réserve monétaire.

### Venezuela
Durant l'été 2011, le Venezuela a annoncé le rapatriement de ses réserves d'or déposées à l'étranger soit 211,35 tonnes d'or pour un montant de 11 milliards de dollars. 80 % de ces stocks se trouvent au Royaume-Uni, principalement dans la Banque d'Angleterre. La motivation de ce rapatriement est un souci de sécurité face à la crise économique mondiale.

### Pologne & Chine
En 2019, La Banque nationale de Pologne déclare avoir acheté 100 tonnes d'or pour le seul mois de juin, doublant ainsi ses réserves de métal jaune. Tandis que la Banque populaire de Chine a elle aussi déclaré avoir acheté 100 tonnes d'or mais cette fois-ci sur l'année ; deuxième puissance commerciale mondiale, ce pays n'est encore que la sixième nation en termes de réserve d'or[réf. nécessaire].